# Sanarate
Sanarate è un comune del Guatemala facente parte del dipartimento di El Progreso.